# Carel Hendrik Pelgrom
Carel Hendrik Pelgrom van Enghuizen (Zevenaar, september 1815 - aldaar, 2 oktober 1871) was de laatste enige erfgenaam van het landgoed Enghuizen. Hij ligt begraven op het kerkhof in Oud-Zevenaar. Hij is de grondlegger van de Pelgromstichting in Zevenaar.

## Biografie
Pelgrom stamde uit een artsengezin dat sinds 1799 het kasteelachtige voormalige havezate Enghuizen in Zevenaar bewoonde. Hij was de oudste van vier kinderen en koos voor een geestelijk ambt. Hij werd in 1838 priester gewijd na een studie in 's-Heerenberg. Nadat hij kapelaan was geweest in Haarlem en Zevenaar werd hij pastoor in Den Briel. Vanwege zijn zwakke gezondheid trok hij zich in 1856 als geestelijke terug uit de dienst.
Hij vestigde zich op het familiegoed Enghuizen in Zevenaar waar hij zich wijdde aan studie en de uitgave van het maandtijdschrift Gekruide zielespijs in portiën toegediend. Door het uitsterven van zijn familie was hij de enige erfgenaam van het familiegoed.

## Testament
In zijn testament benoemt hij zijn neef Willem Reinaud Karel Lodewijk Maria von Motz als enig erfgenaam. Deze erft een studietoelage en het huis Enghuizen. Hij moet de naam Pelgrom aan zijn naam verbinden en heet vanaf 1874 Pelgrom von Motz. Van het overige bezit moeten de executeurs de Pelgromstichting oprichten. Met als doel te voorzien in het onderhoud en verpleging van behoeftige en gebrekkige lieden en ongeneeslijk zieken. In mei 1877 kwam het tehuis tot stand en is in 1966 en in 1998 vervangen door een nieuw gebouw.

## Studies
- Waarheid in liefde. Viertal verhandelingen over de ware godsdienst. Amsterdam, 1843
- Gekruide zielespijs in portiën toegediend. Tijdschrift, Almelo, 1854-1871